# Альянс за будущее Косова
Альянс за будущее Косова (алб. Aleanca për Ardhmërinë e Kosovës, серб. Алијанса за будућност Косова) — политическая партия албанцев в частично признанной Республике Косово.
Партия была основана в 2001 году путём слияния 6 малых партий. На парламентских выборах 2001 года партия получила 61 688 (7,83 %) голосов и 8 депутатских мандатов, на выборах 2004 года — 57 931 (8,39 %) голос и 9 мест, на выборах 2007 года — 54 611 (9,6 %) голосов и 10 мест. В 2004 году партия сформировала коалиционное правительство с Демократической лигой Косова. Партия добилась неожиданного успеха на муниципальных выборах 2009 года — в частности, из-за бойкота косовскими сербами выборов на севере страны Альянсу удалось получить власть в двух населённых преимущественно сербами муниципалитетах.
Лидером партии с момента основания является подозреваемый в военных преступлениях Рамуш Харадинай (премьер-министр края в 2004—2005). В 2005 году Харадинай покинул пост премьер-министра из-за начала судебного процесса Международного трибунала по бывшей Югославии над ним. В 2008 году был оправдан, но в 2010 году оправдательный приговор был отменён. В 2005—2006 премьер-министром края был другой представитель партии Байрам Косуми.
На парламентских выборах 2010 года партия получила 77 130 (11,04 %) голосов и 12 мест.